# Heinrich von Ferstel
Heinrich Freiherr von Ferstel (7 de julio de 1828 - 14 de julio de 1883) fue un arquitecto y profesor austriaco, que jugó un papel vital en la construcción de la ciudad de Viena de finales del siglo XIX.

## Biografía
Hijo de Ignaz Ferstel (1796-1866), un oficinista de banco y después director del Banco Nacional de Austria en Praga, Heinrich Ferstel, después de oscilar por un tiempo entre diferentes disciplinas artísticas, finalmente se decidió por la arquitectura. A partir de 1847 estudió en la Academia de Bellas Artes de Viena bajo las enseñanzas de Eduard van der Nüll y August Sicard von Sicardsburg. Después de varios años en los que estuvo desacreditado por su participación en la Revolución de 1848, finalizó sus estudios en 1850 y entró en el taller de su tío, Friedrich Stache, donde trabajó en el altar votivo para la capilla de Santa Bárbara de la Catedral de San Esteban de Viena y cooperó en la restauración y construcción de muchos castillos, principalmente en Bohemia. Viajes de cierta extensión a Alemania, Bélgica, Holanda e Inglaterra confirmaron su tendencia hacia el Romanticismo. Fue en Italia, sin embargo, donde fue enviado como becario en 1854, en que se convirtió a un estilo renacentista, y se convenció de su admiración por Bramante. Empezó a utilizar la policromía por medio de la decoración con esgrafiados y terracota. Esta técnica, adaptada del Primer Renacimiento y con la intención de transmitir un sentido más completo de la vida, fue empleada más tarde en el Museo de Artes Aplicadas Austriaco.

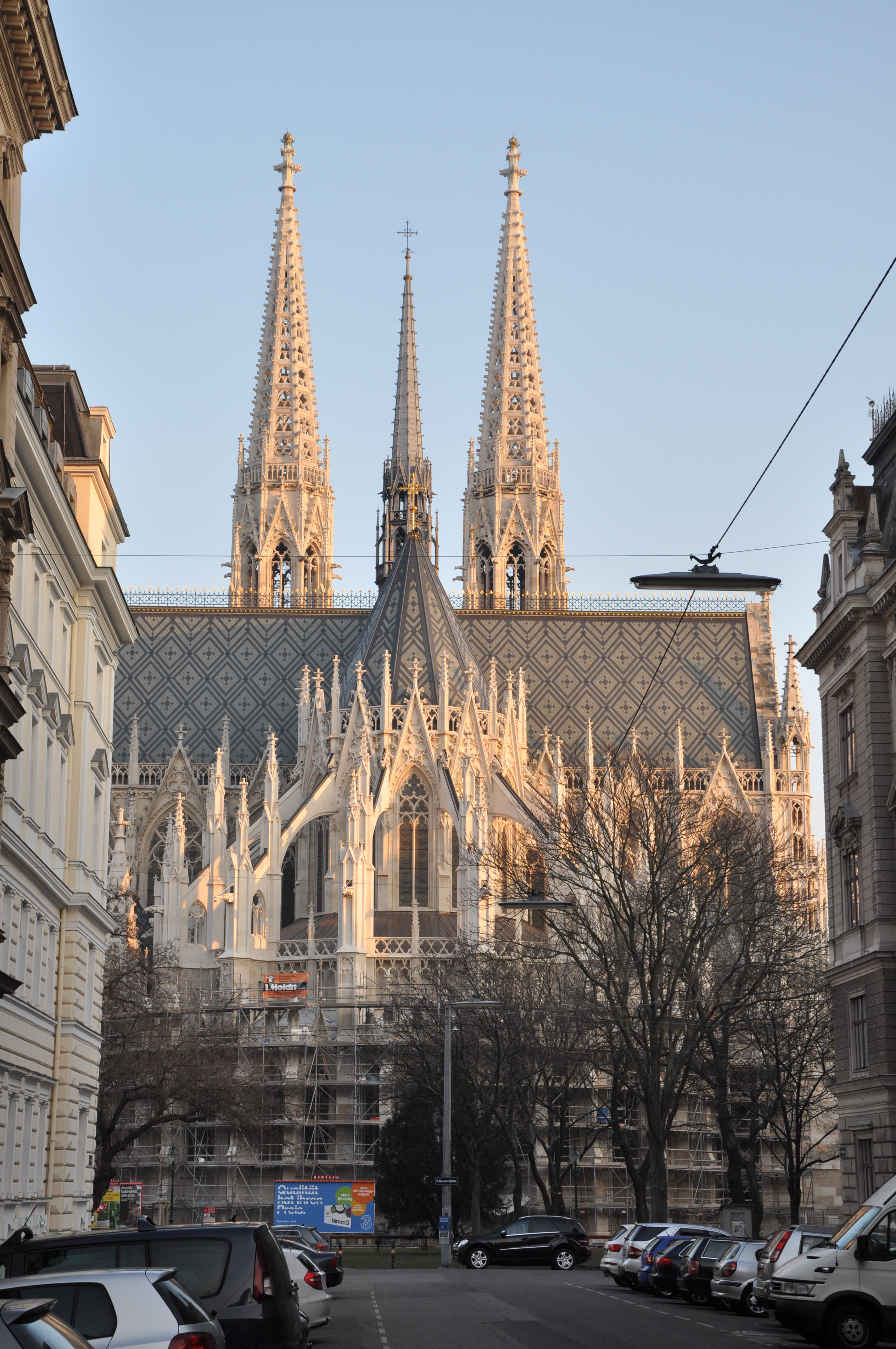
Iglesia votiva (Viena) (1856-1879)

Estando todavía en Italia ganó el concurso para la construcción de la Iglesia Votiva (Votivkirche) en Viena (1855) sobre 74 participantes. La construyó entre 1856-1879 y después de su muerte fue propuesta por sir Tatton Sykes como modelo para la nueva catedral de Westminster en Londres. Otra de las obras monumentales de Ferstel perteneciente al mismo periodo es el Banco austrohúngaro en Viena, en estilo renacentista primitivo (1856-60). La ampliación de la ciudad de Viena permitió a Ferstel, con Rudolf Eitelberger, desarrollar un arquitectura cívica con líneas artísticas (la Residencia del burgomaestre, Bolsa de Valores 1859). Al mismo tiempo tuvo también la oportunidad de poner sus ideas en práctica en un número de viviendas privadas y villas en Brünn y Viena.
Los edificios más importantes diseñados en sus últimos años (obviando las iglesias en Schonau, en las cercanías de Teplitz, verdaderos productos de su actividad más temprana) son el palacio del Archiduque Luis Víctor, su palacio de invierno en Klessheim, el palacio del príncipe Juan II de Liechtenstein en el Rossau cerca de Viena, el palacio austrohúngaro de Lloyd, en Trieste, pero por encima de todo el Museo de Artes Aplicadas Austriaco (completado en 1871), con su imponente patio porticado. Después vino la Universidad de Viena (1871-1884). También es el autor del proyecto de reconstrucción en estilo neogótico de la iglesia evangélica del Salvador en Bielsko (1881-1882). Debido a un error técnico su diseño del Edificio del Reichstag no fue premiado. En 1855 fue elegido profesor de la Escuela Politécnica, en 1871 inspector jefe gubernamental de obras públicas y en 1879 fue elevado al rango de Freiherr (barón).
Trabajaron con Ferstel Johann Mathias von Holst (1839-1905), arquitecto alemán báltico, y Max Haas (1847-1927).

## Obras destacadas

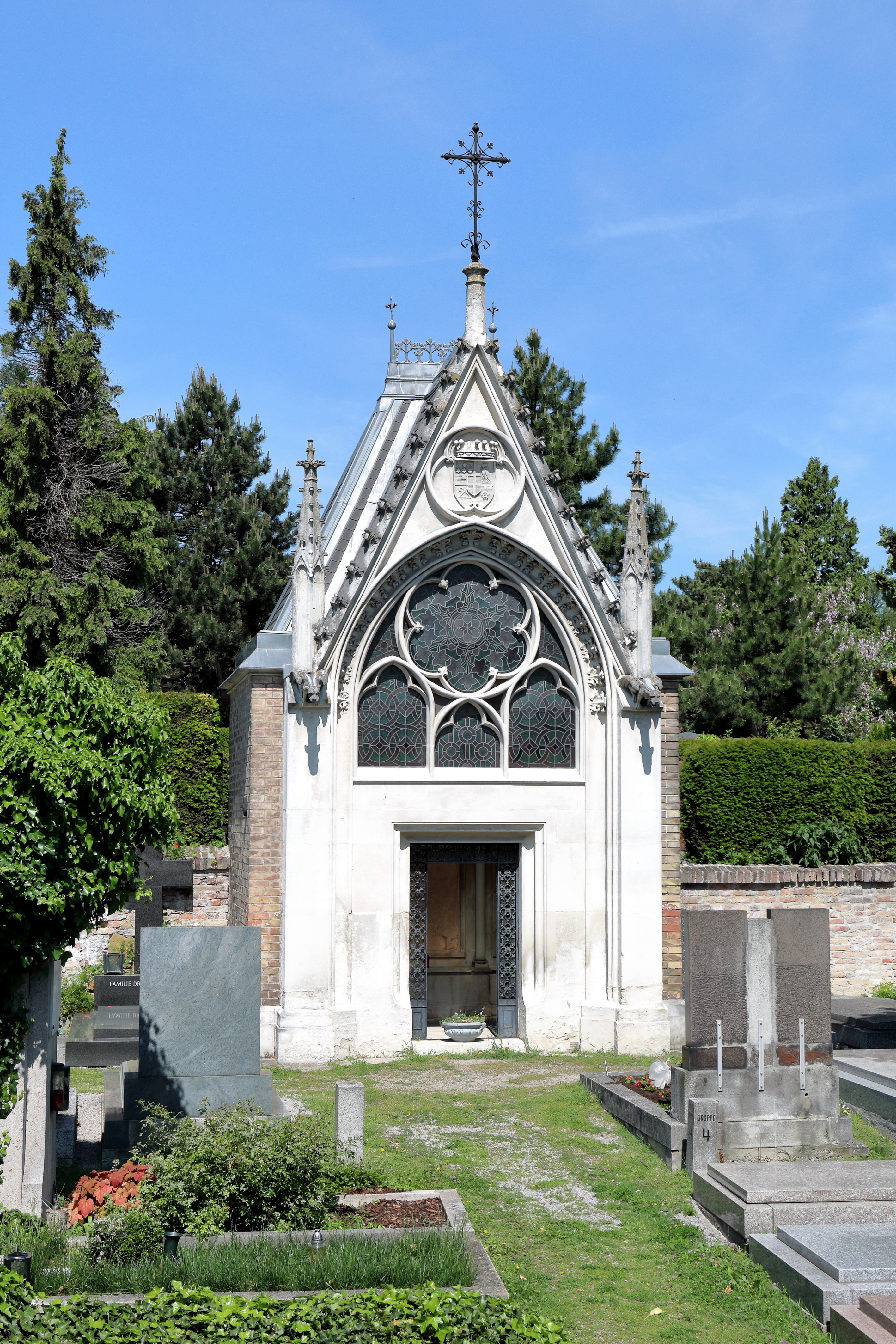
Tumba de Ferstel en Grinzinger Friedhof

- 1852-1857: Castillo de Trmice en la República Checa;
- 1860 -?: Villa Wisgrill, Gmunden (comenzó en 1860, abortada en 1962);
- 1856-1879: Iglesia votiva (Viena) (anteproyectos de 1853-1855);
- 1855-1860: Edificio del banco y la bolsa de valores en el Freyung (hoy Palacio Ferstel) en Viena, para albergar  el Banco Nacional, la Bolsa, el (Café Central de Viena) y un bazar;
- 1862-1868: Iglesia de Cristo, iglesia evangélica, llamada la Iglesia Roja, Brno;
- 1862-1877: Iglesia de San Isabel de Turingia en Teplitz;
- 1863-1869: Palacio del archiduque Ludwig Viktor, en Schwarzenbergplatz en Viena;
- 1864-1868: Palacio Wertheim en Schwarzenbergplatz en Viena, para el Franz Freiherr von Wertheim; convertido en edificio residencial y de oficinas en 1910;
- 1869-1871: Gimnasio Wasagasse en Viena;
- 1869-1871: Edificio del Museo de Arte e Industria (hoy Museo de Artes Aplicadas de Viena (Museum für angewandte Kunst, MAK);
- 1871-1879: Iglesia de Santiago, Brno, rediseño interior;
- 1870-1872: Villa Wartholz en Reichenau an der Rax, palacio imperial de recreo;
- 1873-1875: Palacio de verano para el príncipe viudo en Viena, en Alserbachstrasse 14-16, en la parte norte del Palacio Liechtenstein;
- 1866-1871: Escuela de Artes Aplicadas (ahora Universidad de Artes Aplicadas de Viena) en Viena;
- 1881/1882: remodelaciónda de la Iglesia Evangélica del Salvador en Bielitz-Biala;
- 1880-1883: Palacio del Lloyd Triestino, sede del Lloyd Triestino di Navigazione en Trieste;
- 1873-1884: Edificio principal de la Universidad de Viena.

Ferstel construyó más palacios y villas.

## Galería

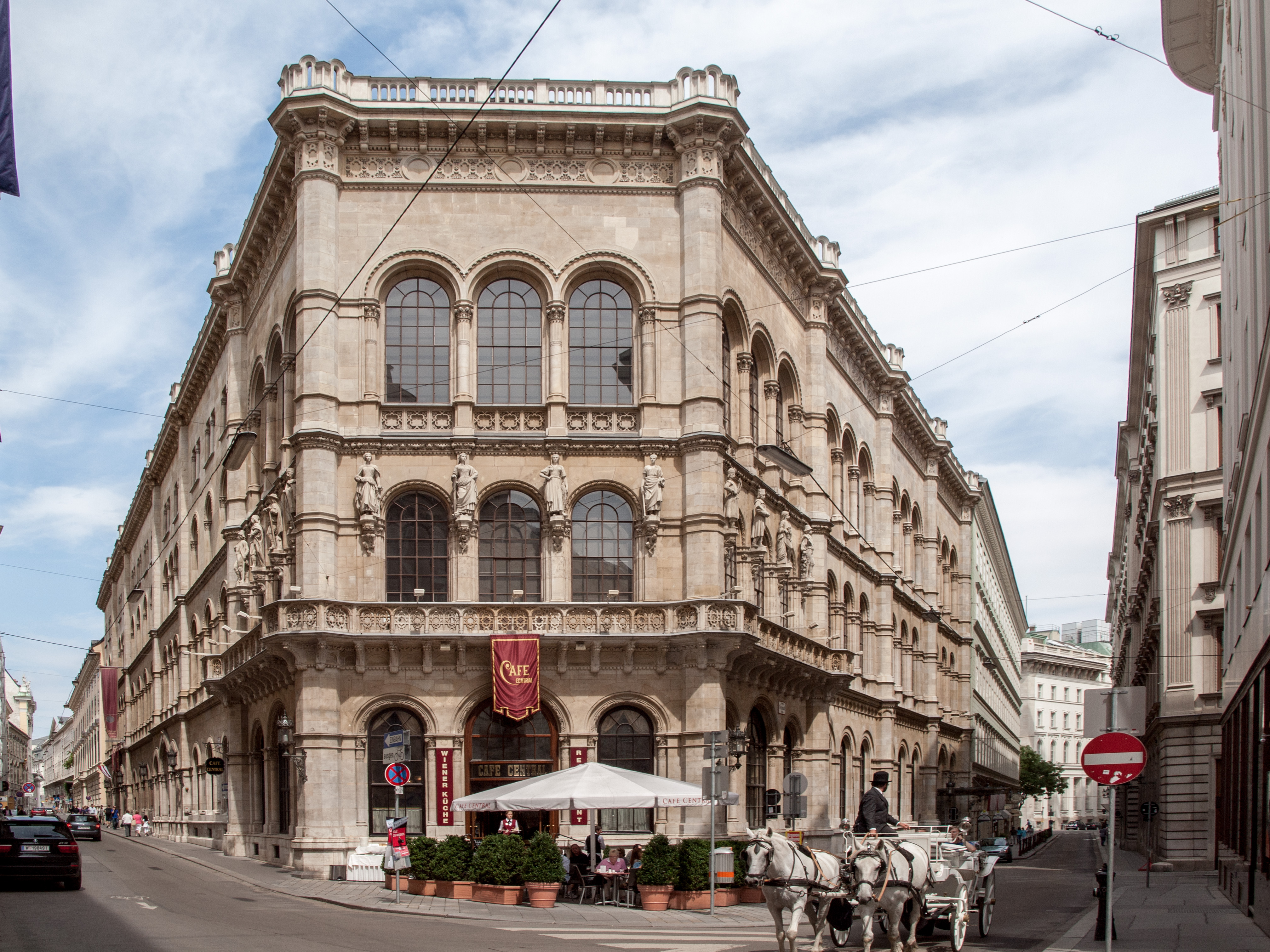
Palacio Ferstel (1855-1860)
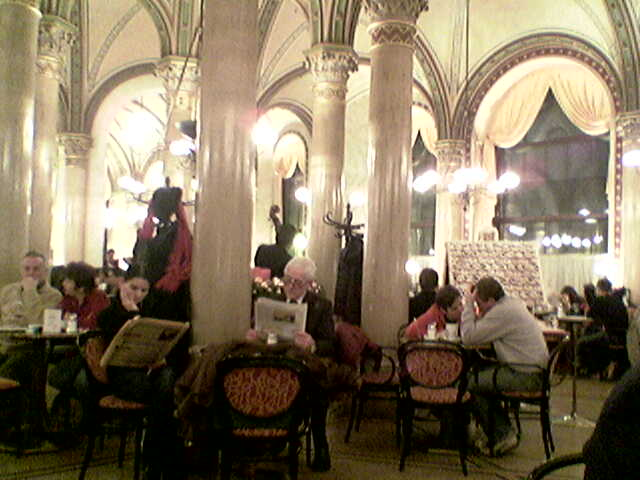
Café Central de Viena, en  la planta baja del palacio Ferstel
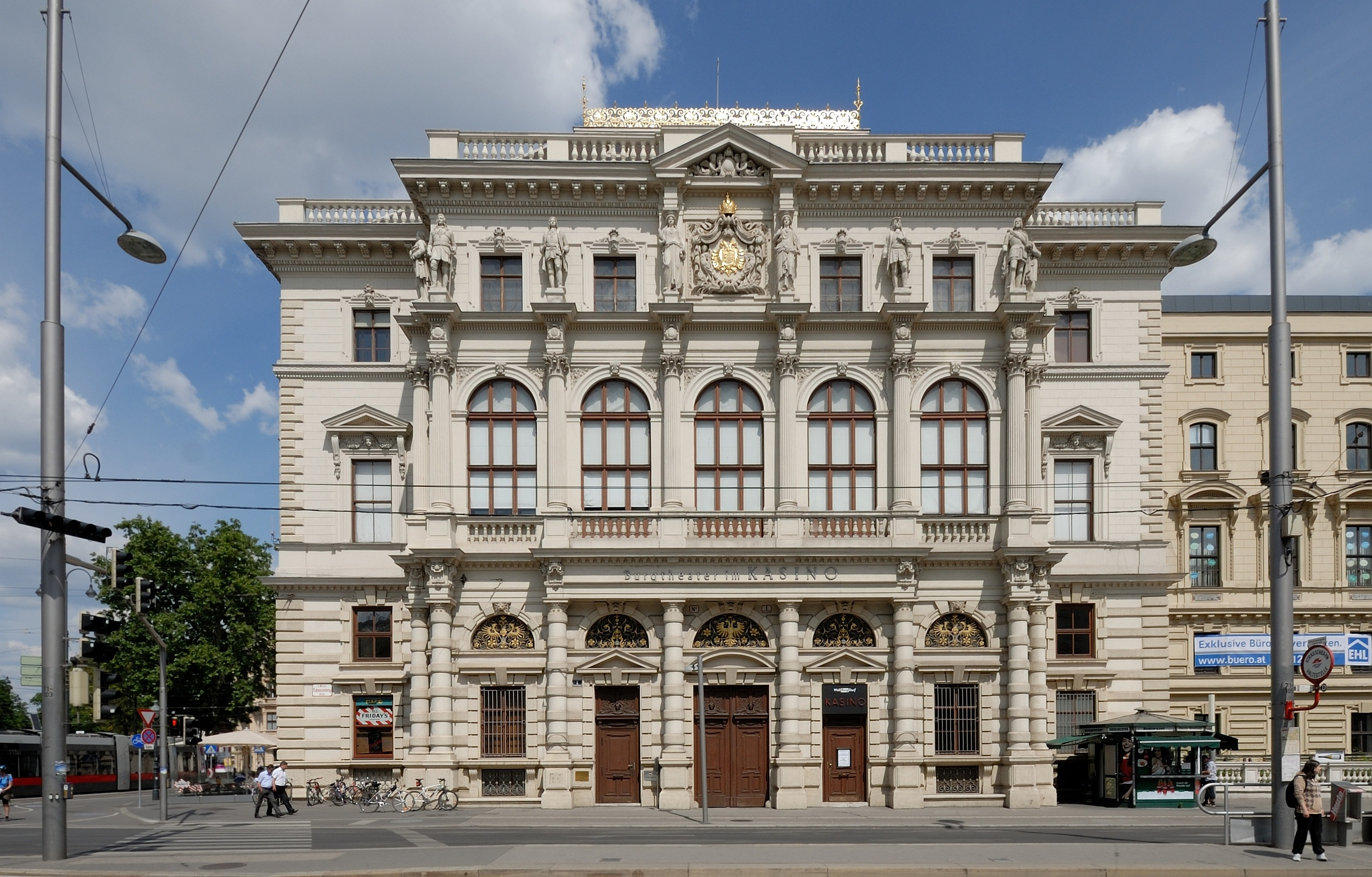
Palacio del archiduque Ludwig Viktor (1863-1869)
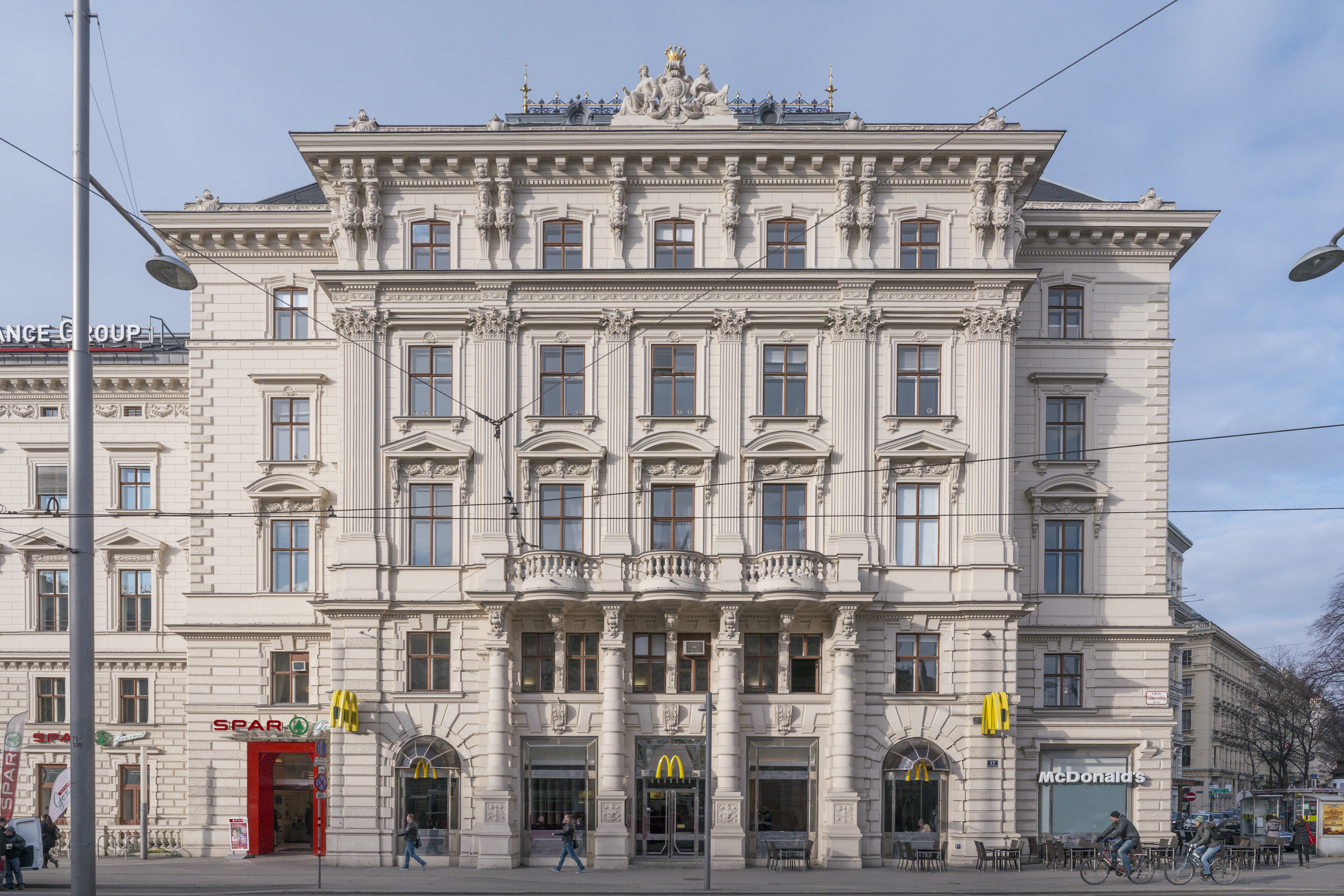
Palacio Wertheim (1864-1868)
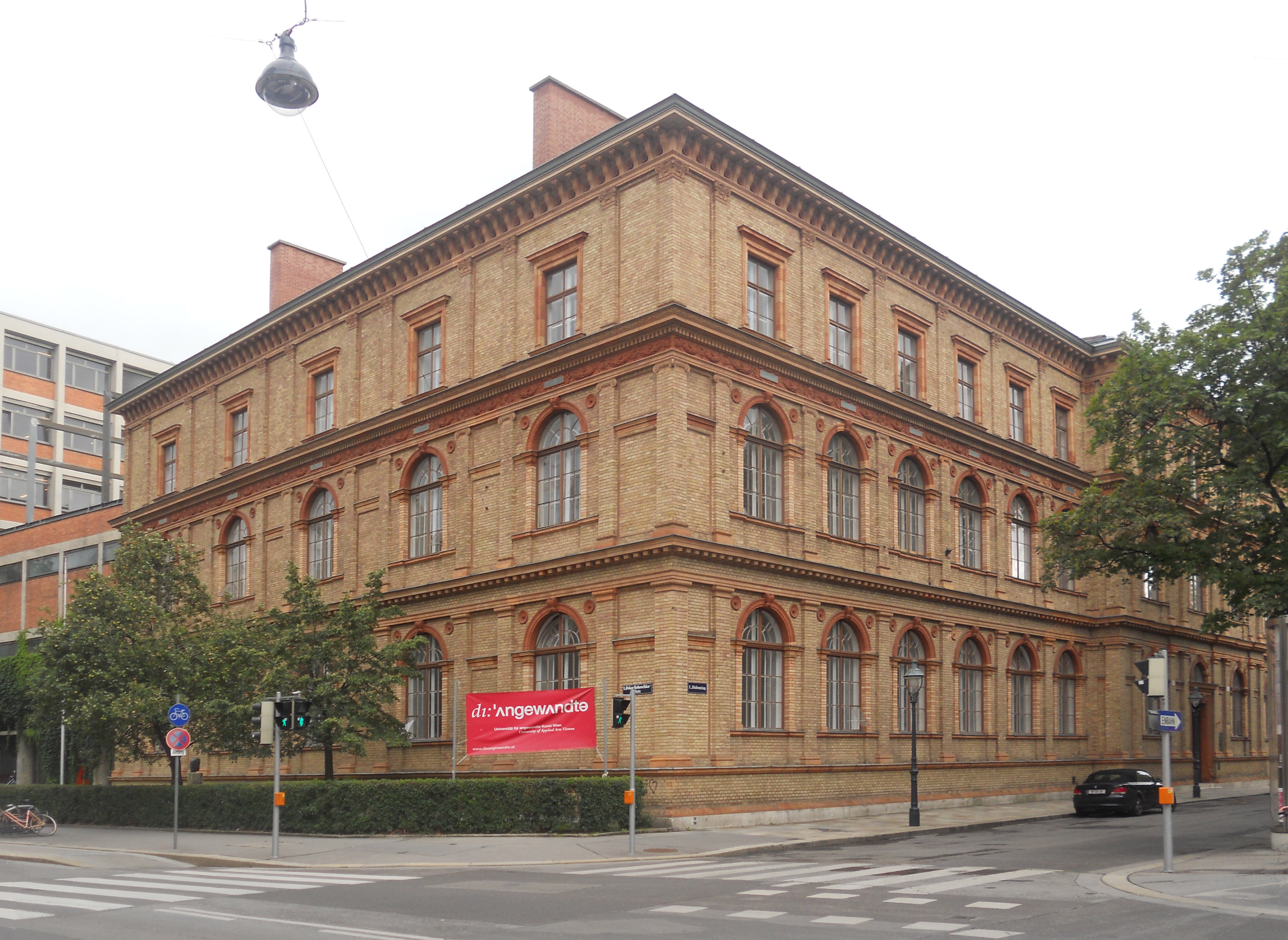
Edificio de la Universidad de Artes Aplicadas de Viena (1866-1871)
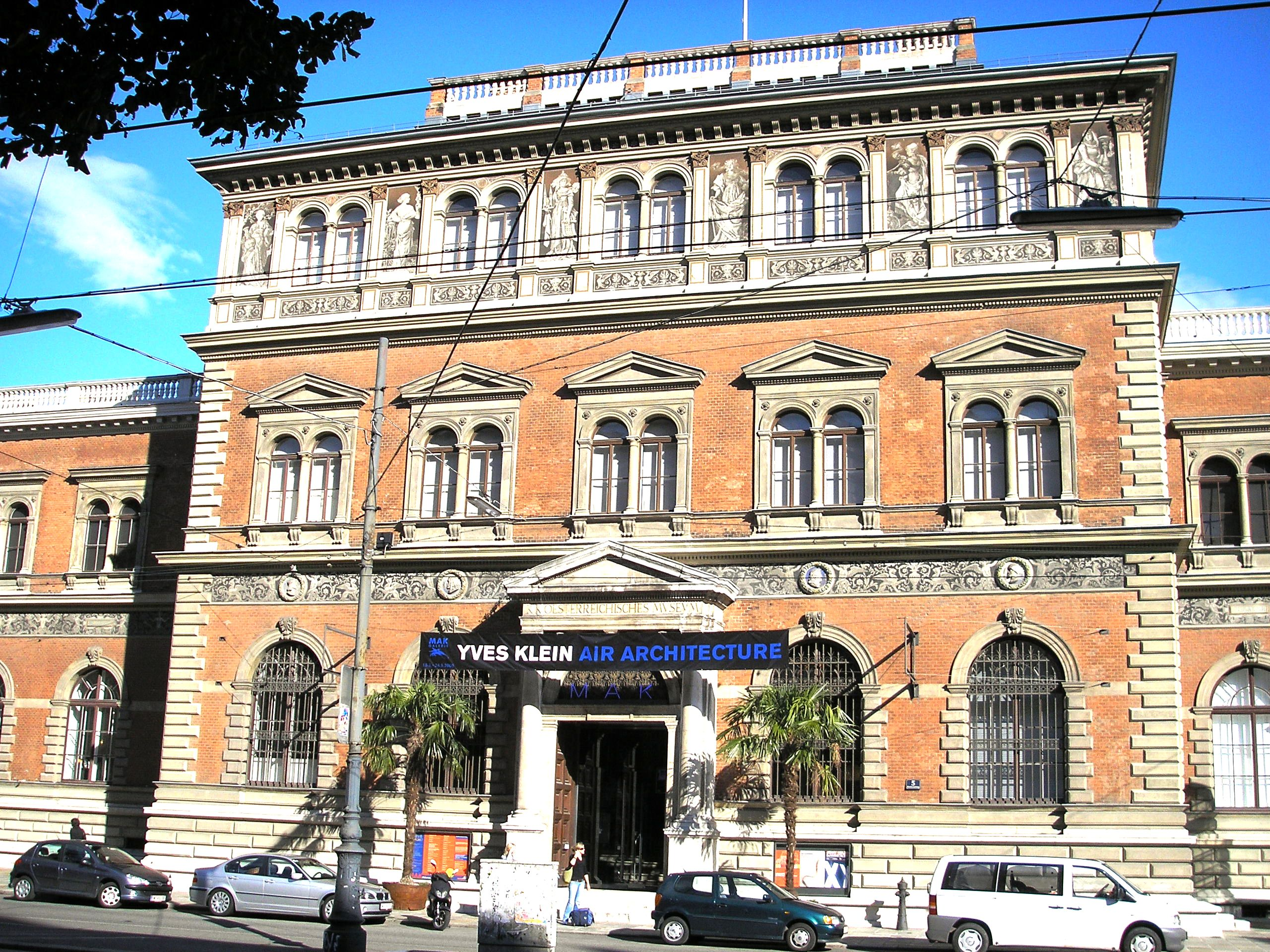
Museo de Artes Aplicadas de Viena (MAK)  (1869-1871)
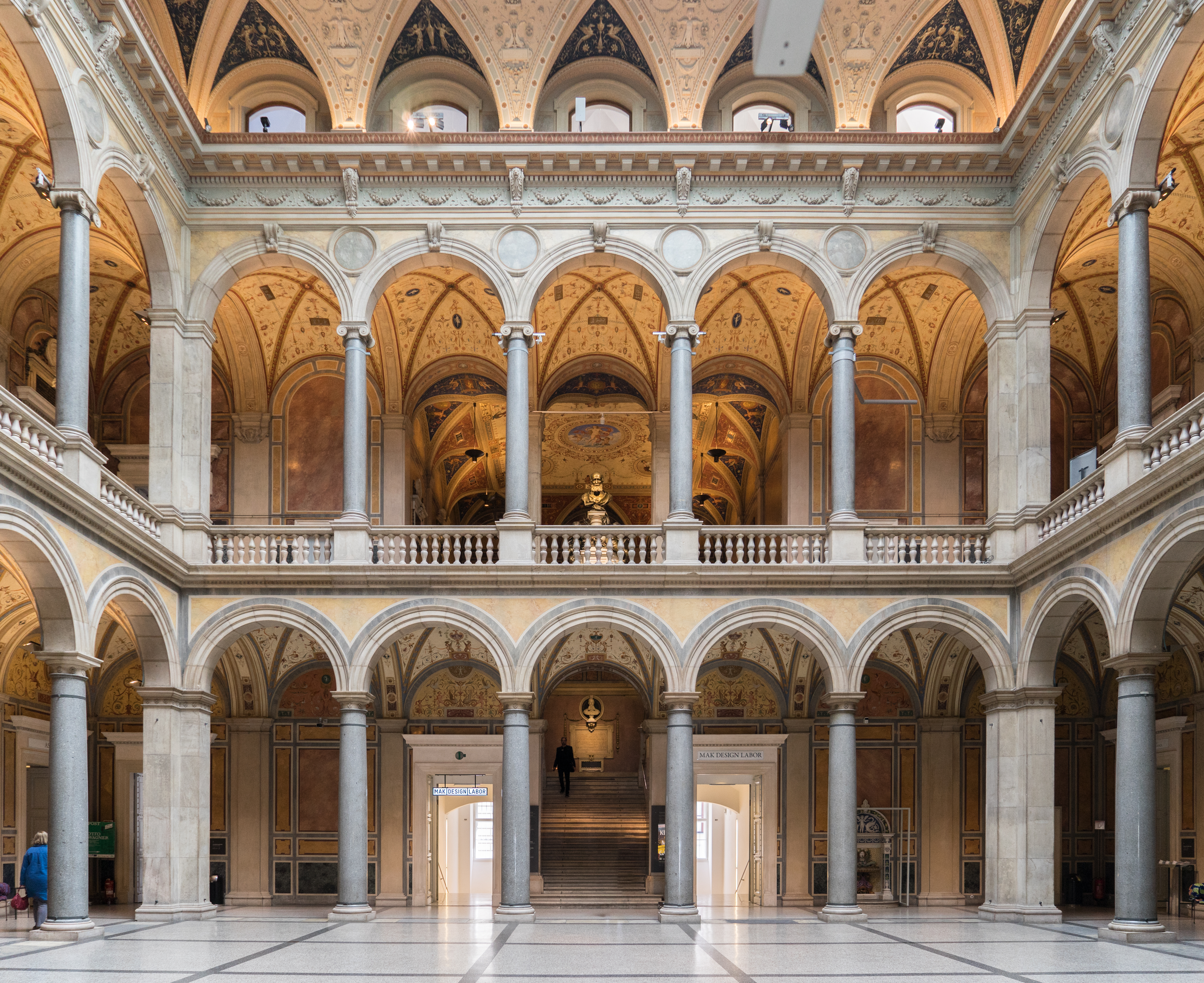
Patio interior del Museo de Artes Aplicadas de Viena
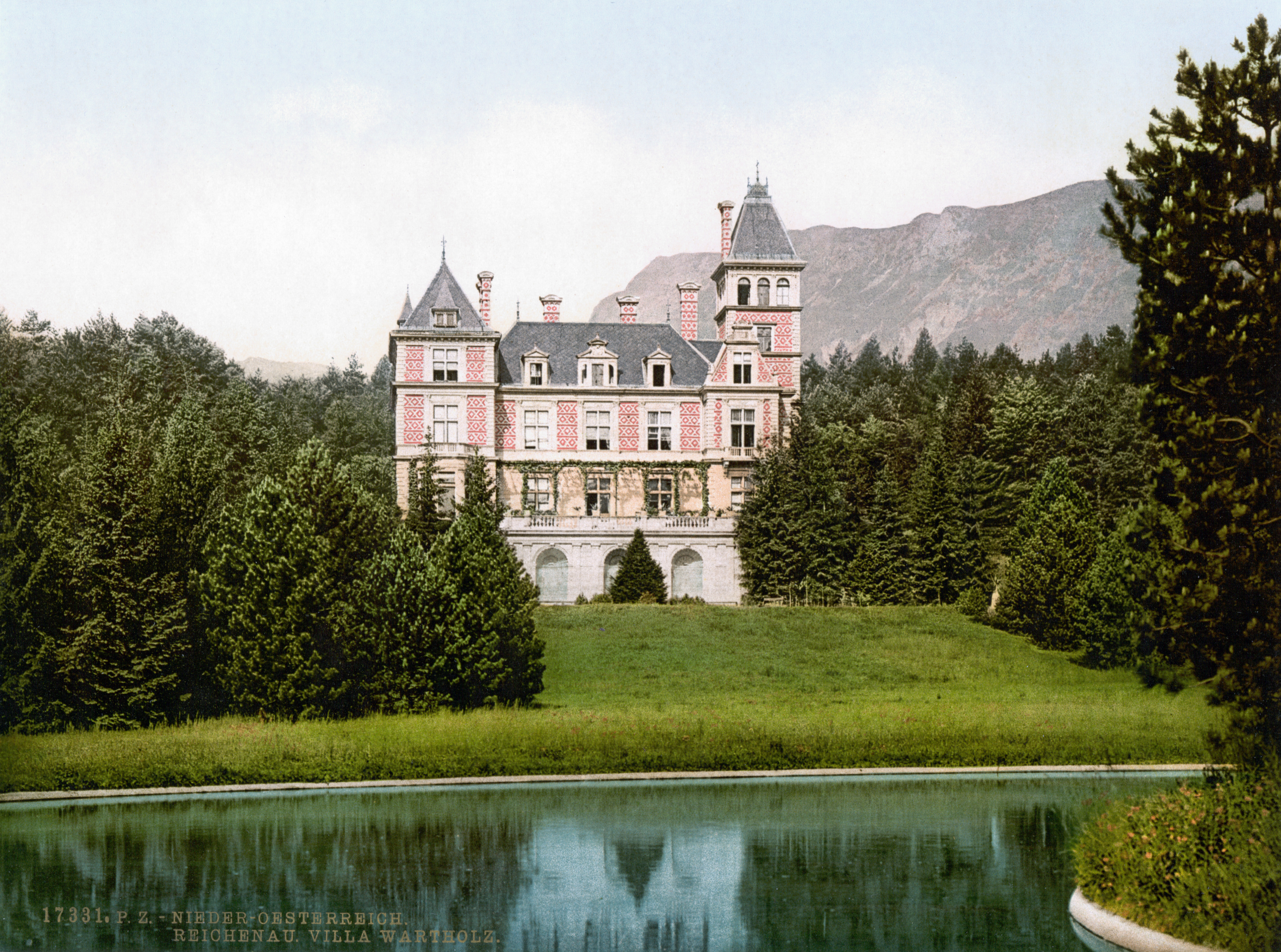
Villa imperial Wartholz en Reichenau an der Rax (1870-1872)
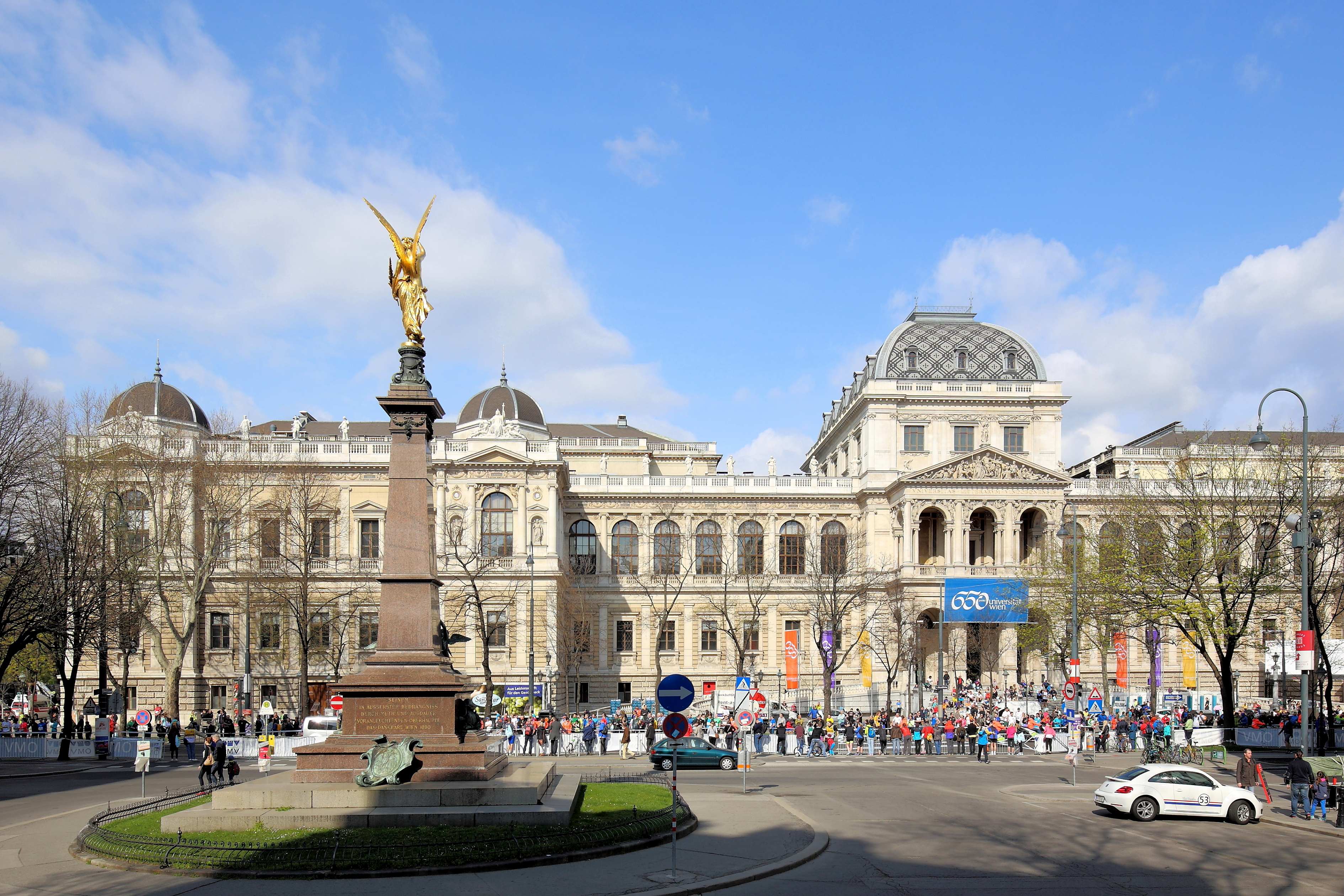
Edificio principal de la Universidad de Viena (1873-1884)
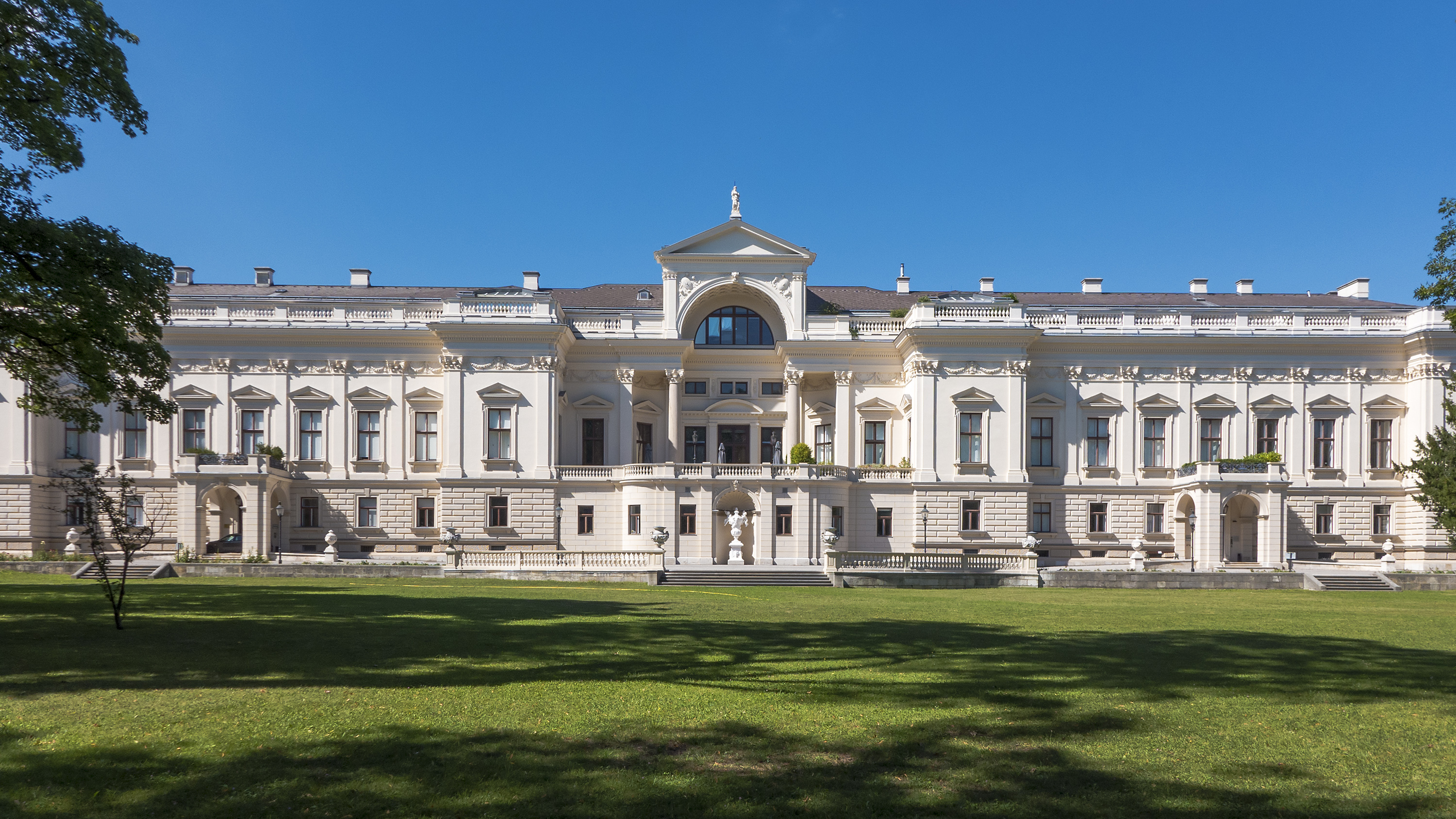
Palacio de verano Liechtenstein, desde el jardín (1873-1875)
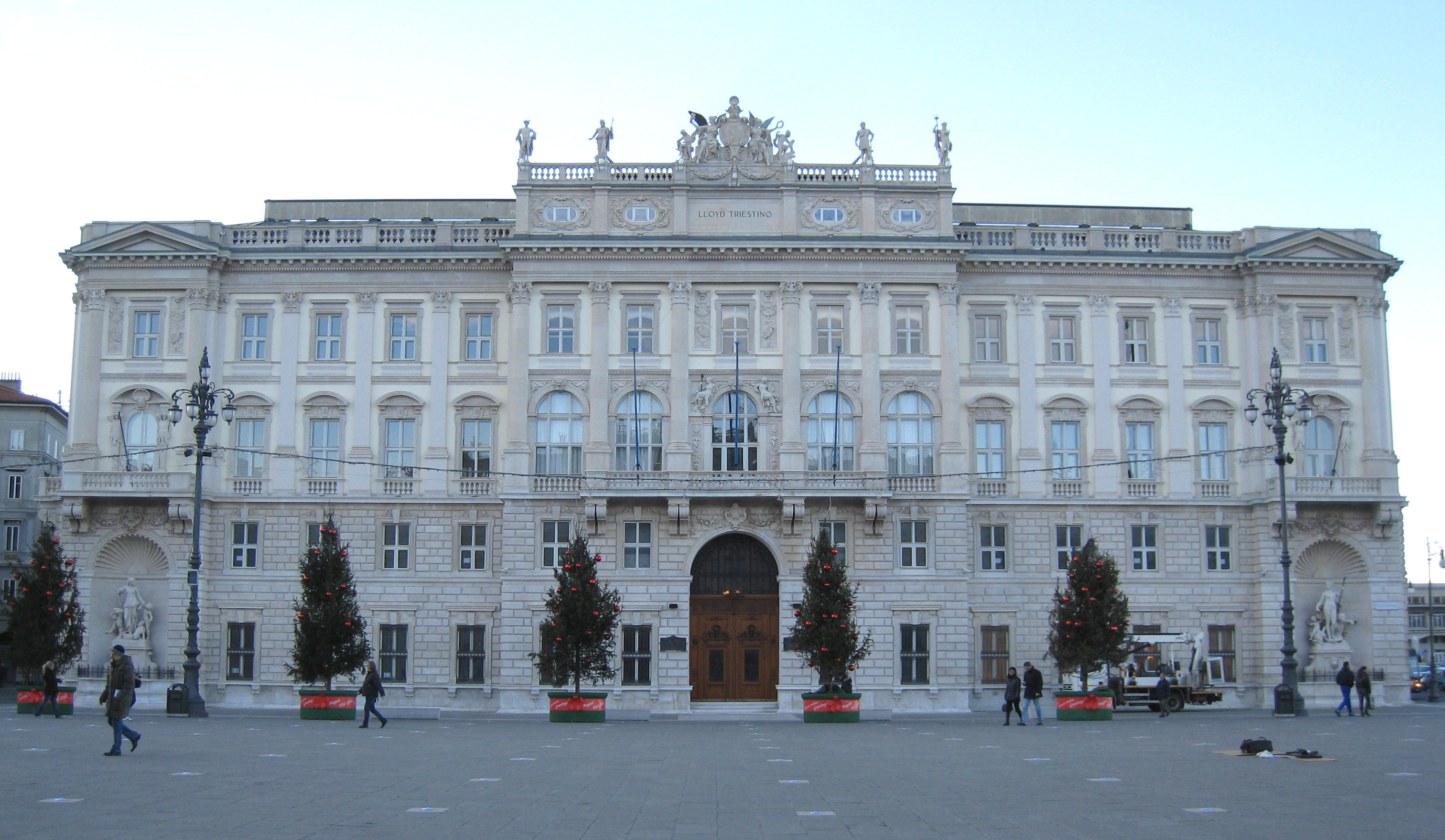
Palacio del Lloyd Triestino, sede del Lloyd Triestino di Navigazione en Trieste (1880-1883)

Edificios religiosos
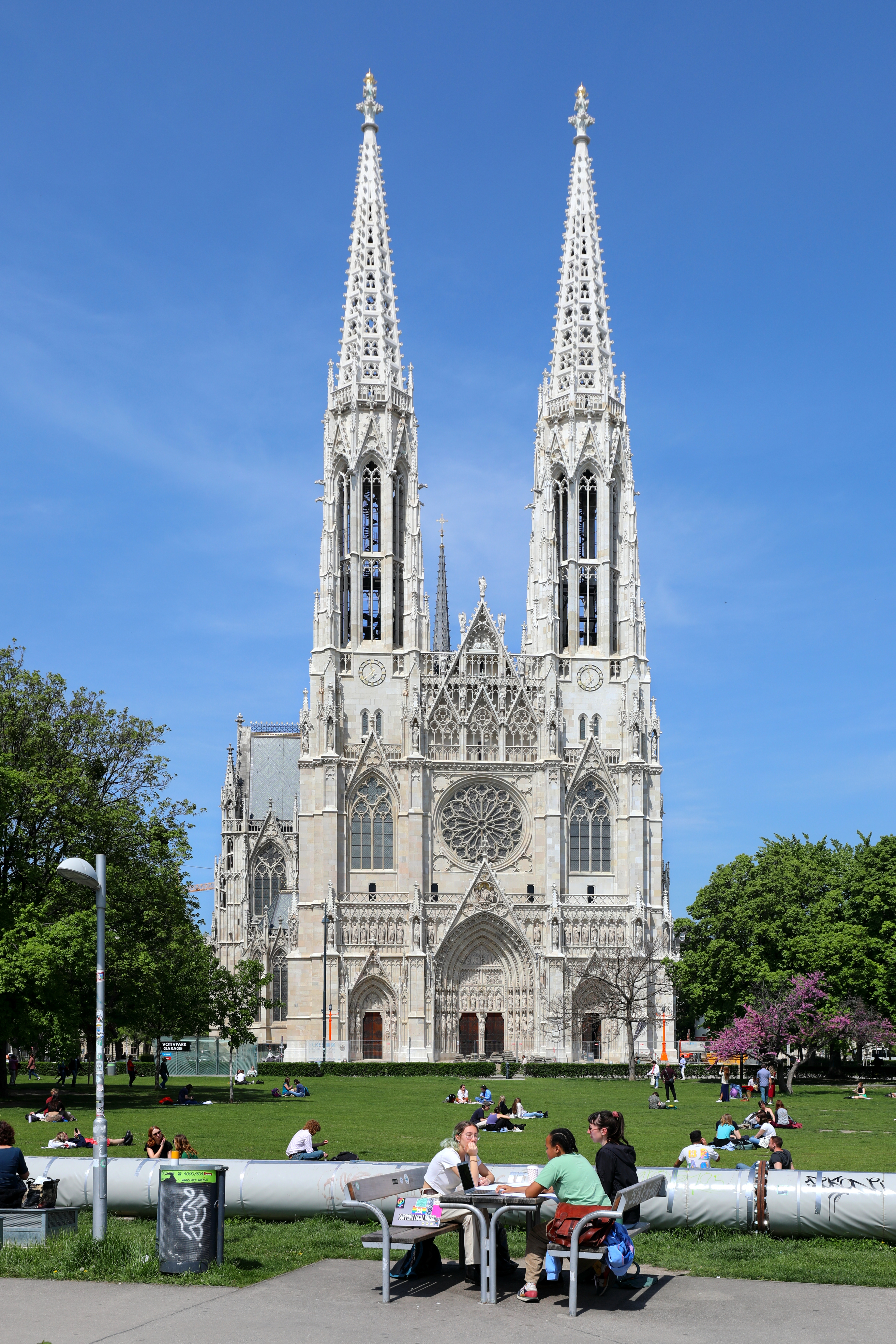
Iglesia votiva de Viena (1856-1879)
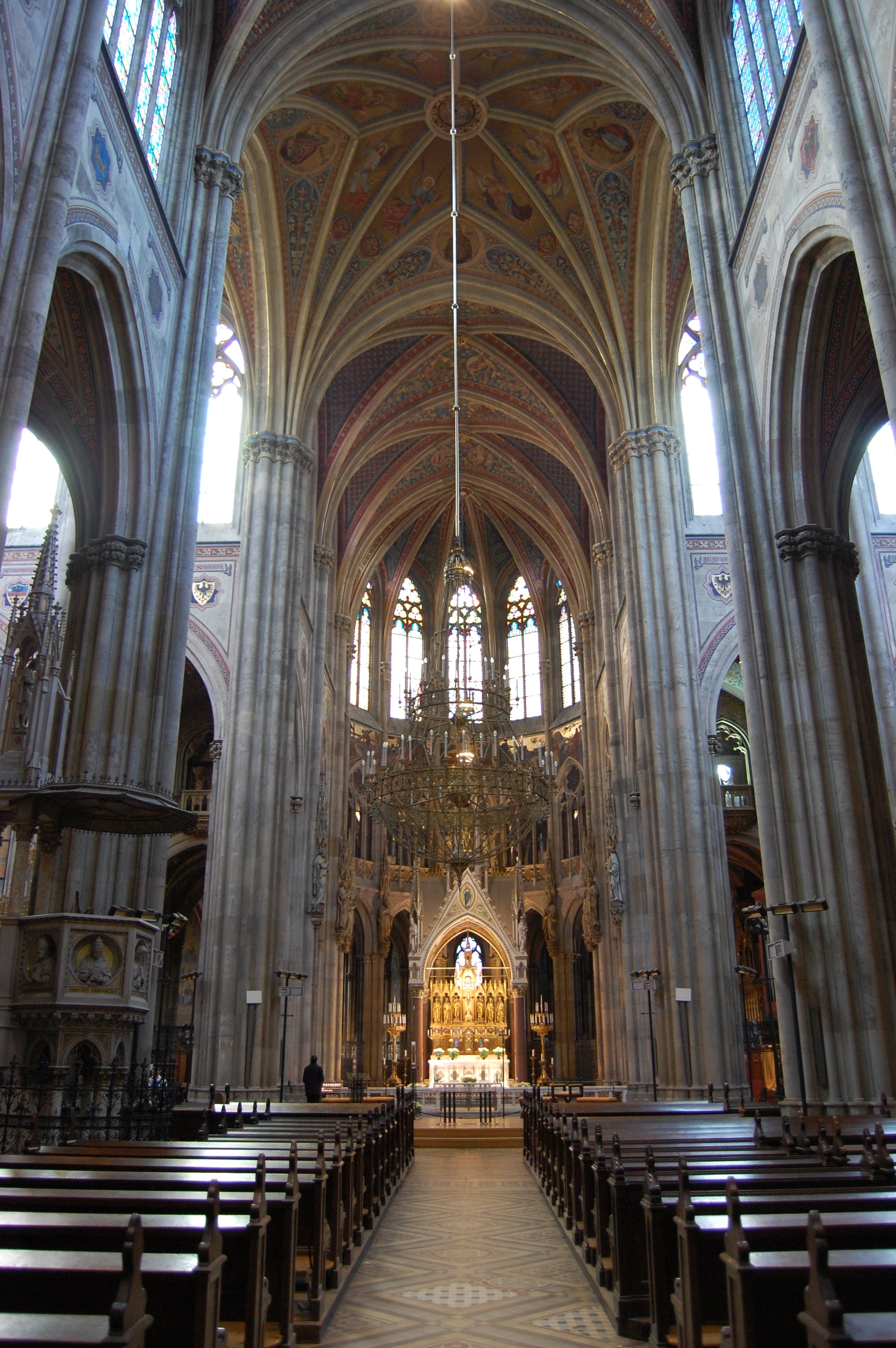
Interior de la iglesia votiva
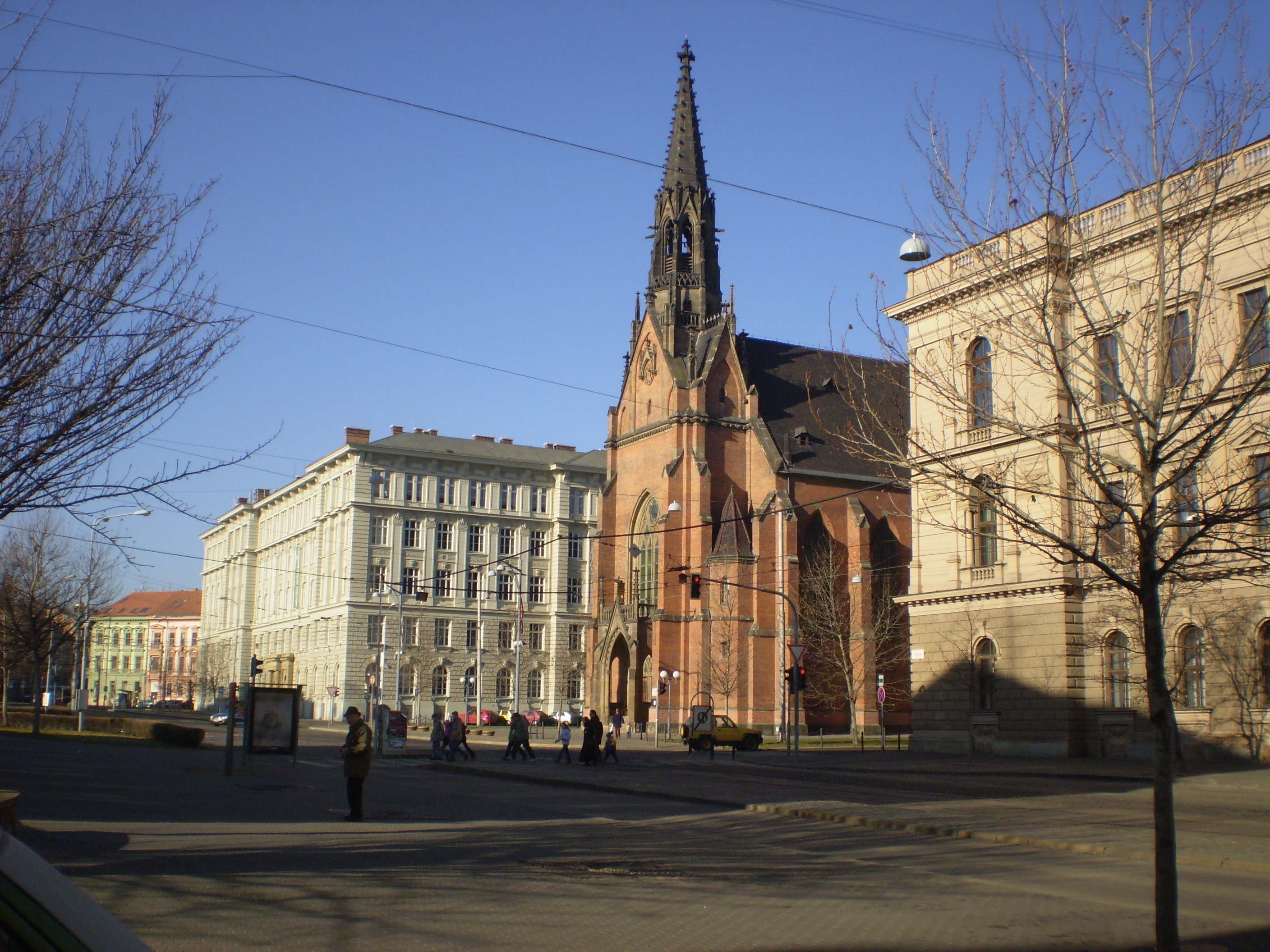
Iglesia de Cristo, iglesia evangélica llamada la iglesia Roja (1862-1868)
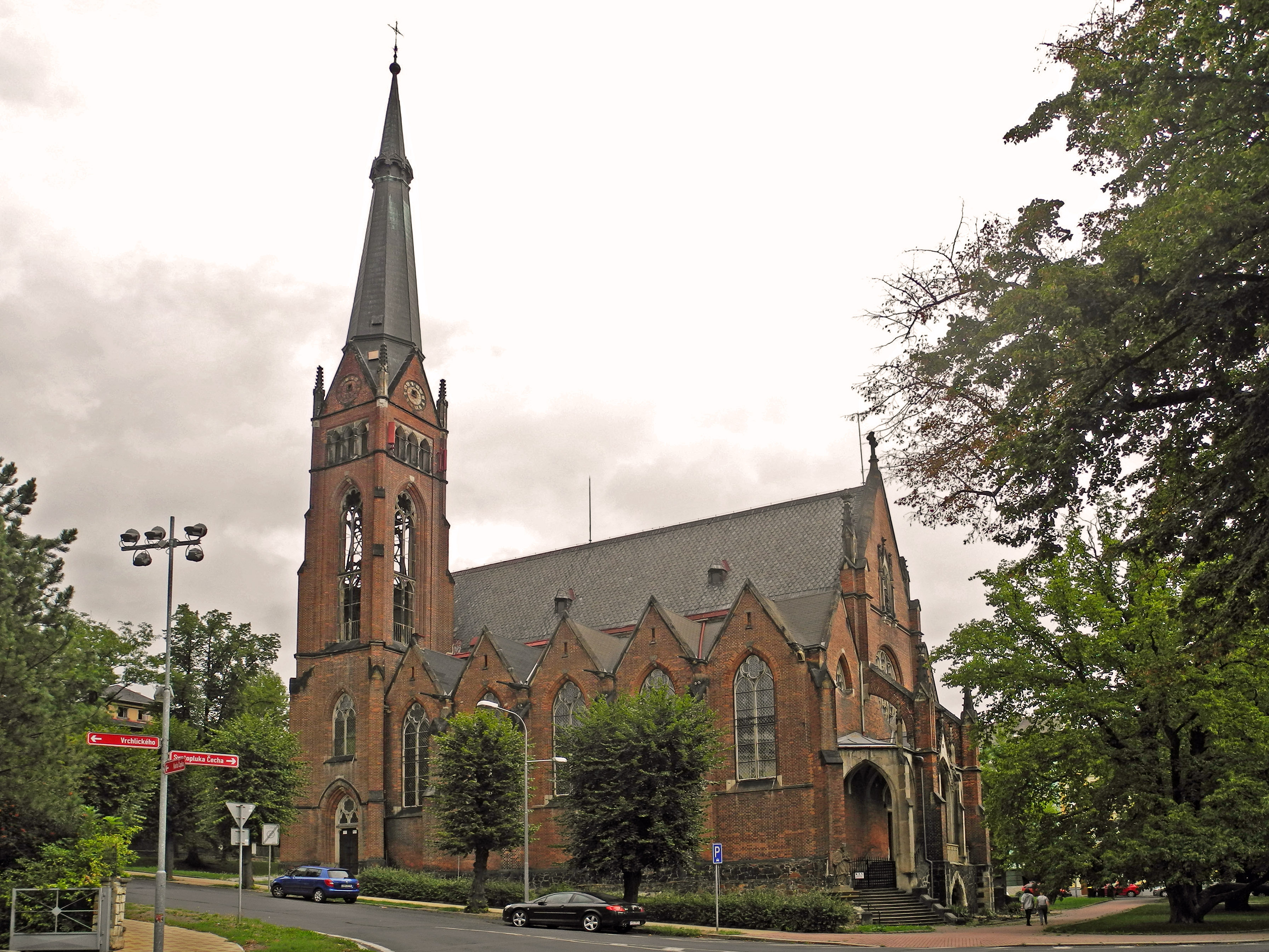
Iglesia de San Isabel de Turingia en Teplitz (1862-1877)
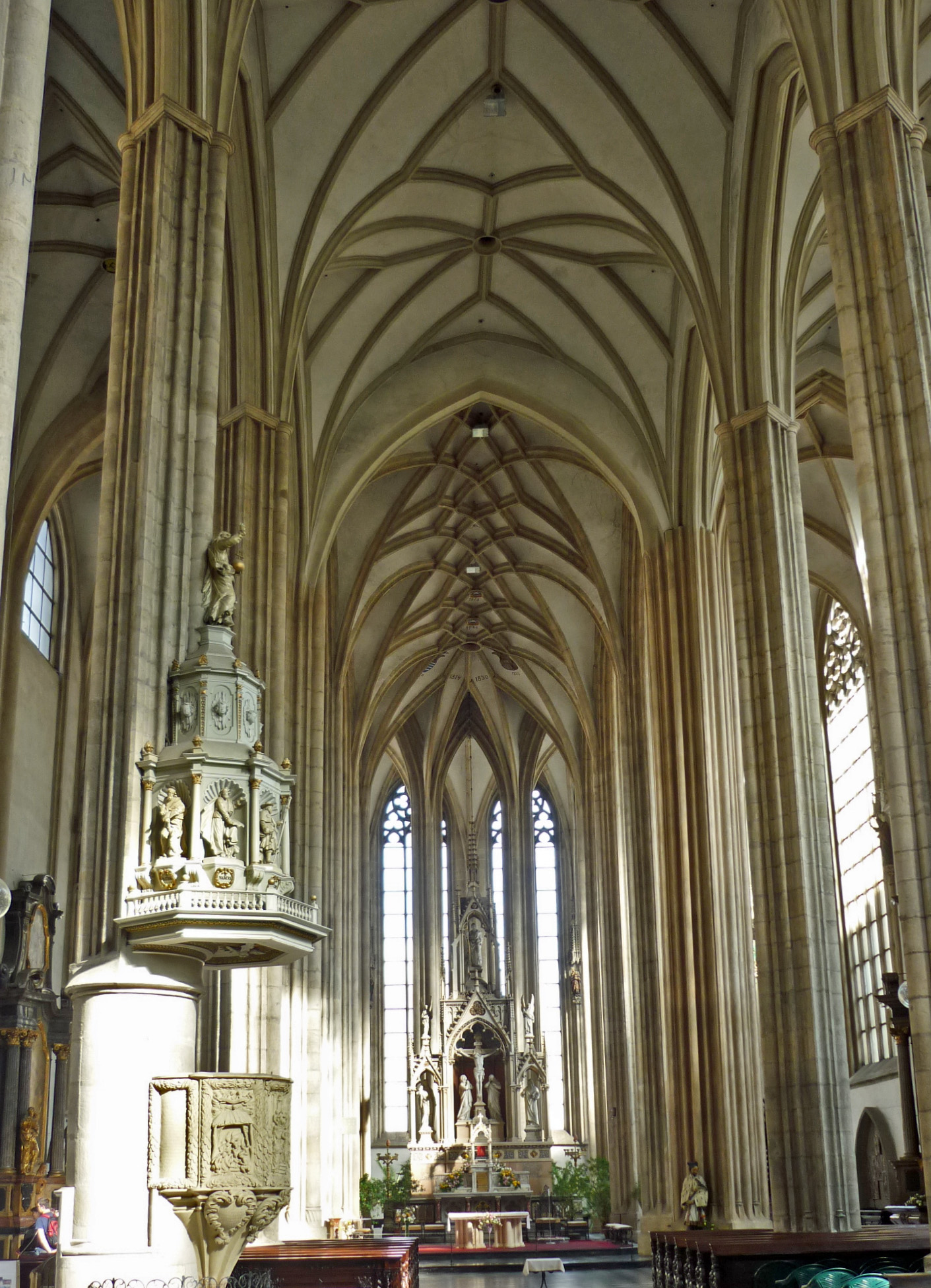
Remodelación interior de la Iglesia de Santiago (Brno) (1871-1879)
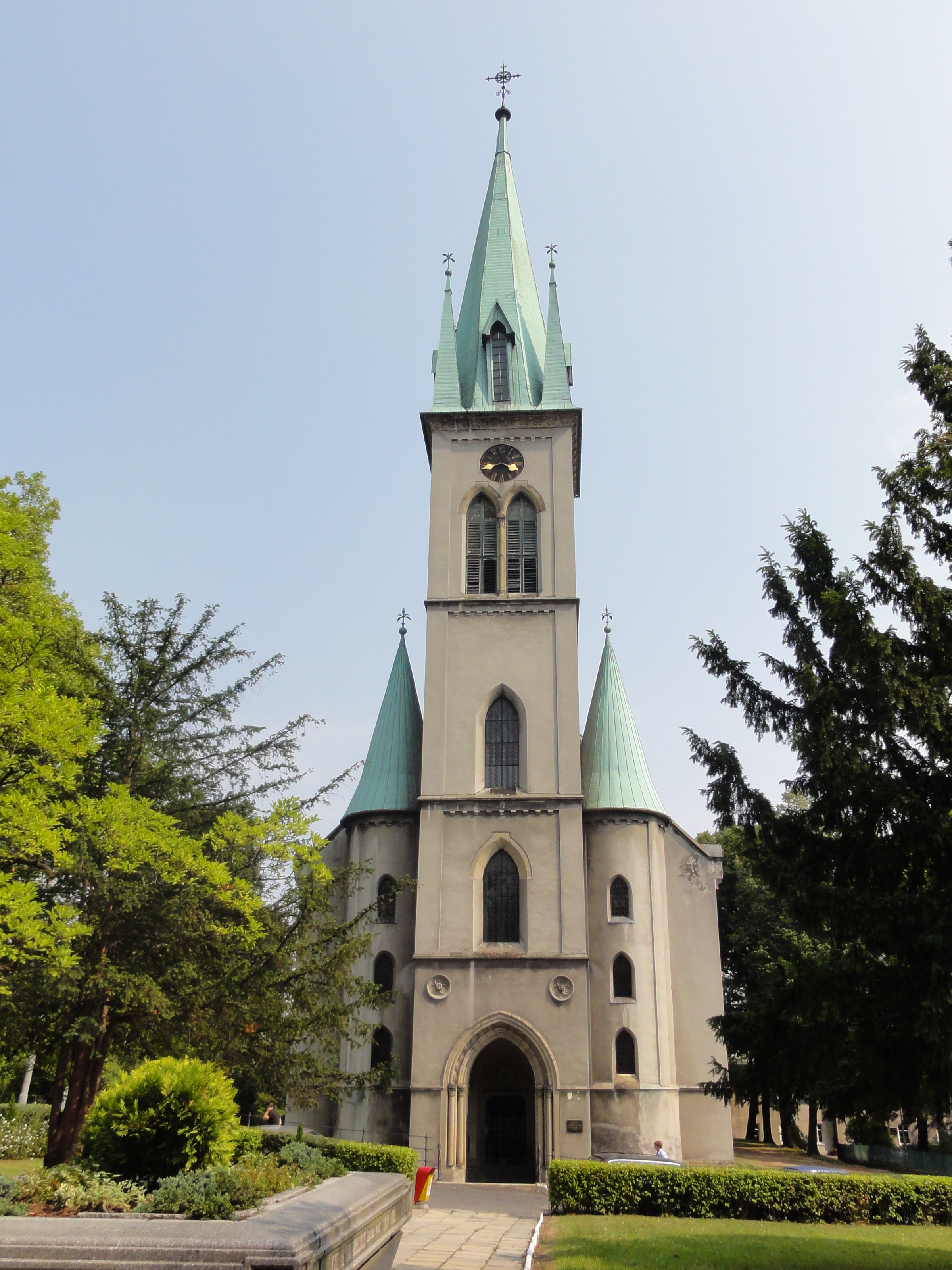
Remodelaciónda de la Iglesia Evangélica del Salvador en Bielitz-Biala (1887-1888)